# Османі Хуанторена
Османі Хуанторена Портуондо (ісп. Osmany Juantorena Portuondo, італ. Osmany Juantorena; нар. 12 серпня 1985) — італійський волейболіст кубинського походження, срібний призер Олімпійських ігор 2016 року. Колишній гравець збірної Куби.

## Життєпис
Не зміг добре прийняти подачу на матчбол Лукаша Качмарека в «золотому» сеті гостьового поєдинку-відповіді чвертьфіналу Ліги чемпіонів ЄКВ 2020—2021 проти польського клубу ЗАКСА.

## Виступи на Олімпіадах
| Олімпіада           | Дисципліна | Місце |
| ------------------- | ---------- | ----- |
| Ріо-де-Жанейро 2016 | волейбол   | 2     |